# Henock Trouillot
Pour les articles homonymes, voir Trouillot.
Henock Trouillot (1923-1988) était un historien et romancier haïtien.

## Biographie
Il était l'oncle de Michel-Rolph Trouillot, universitaire et anthropologue, de Lyonel Trouillot, écrivain et poète, de Jocelyne Trouillot, auteur de livres pédagogiques et de littérature jeunesse et de 
Évelyne Trouillot, romancière, écrivaine et poétesse.

## Œuvres
Il est l'auteur d'ouvrages d'histoire et de sociologie dont : 
- Beaubrun Ardouin : l'homme politique et l'historien, Port-au-Prince, Instituto Panamericano de Geografia e Historia, Comision de Historia, 1950, 54 p.
- Historiographie d'Haïti (avec Catts Pressoir, Ernst Trouillot), Instituto panamericano de geografía e historia, 1953
- La Condition des Nègres domestiques à Saint-Domingue, Port-au-Prince, Impr. de l'État, 1955
- Les origines sociales de la littérature haïtienne, Port-au-Prince, Impr. N.A. Theodore, 1962, 376 p.
- Économie et Finances de Saint-Domingue, 1965
- Dessalines ou le sang du Pont-Rouge (théâtre), Port-au-Prince, Impr. des Antilles, 1967
- La Vengeance du Mapou, Port-au-Prince, Impr. des Antilles, 1967
- Introduction à une histoire du Vodou, Port-au-Prince, 1970
- Lumumba, cette lumière (tragédie africaine), Port-au-Prince, Impr. des Antilles, 1971.
- Le Gouvernement du Roi Henri Christophe, Port-au-Prince, 1974